# Gordon Kimball
Gordon Kimball (* 24. Juli 1952 in Ventura, Kalifornien) ist ein US-amerikanischer Ingenieur und ehemaliger Rennwagen-Konstrukteur in der Formel 1.
Kimball studierte Maschinenbau an der Stanford University. Nach dem Abschluss mit einem Master of Science 1975 arbeitete er für Parnelli in der Formel 5000. Ende 1976 wechselte er in die dortige Entwicklungsabteilung.
1978 ging Kimball nach England, um mit John Barnard bei Chaparral den 2K zu entwickeln. Danach war er für zwei Jahre als Ingenieur für Bohrinseln tätig. Ende 1980 kehrte er als Chef-Ingenieur zum Indycar-Team Patrick Racing in den Motorsport zurück.
1984 nahm er ein Angebot von McLaren für die Formel 1 an, wo er wieder an der Seite von John Barnard arbeitete. Mit diesem wechselte er 1988 zu Ferrari, kam aber 1990 als Renningenieur von Ayrton Senna zu McLaren zurück. Nur kurze Zeit später wechselte er als Technischer Direktor zum Benetton-Team. Nachdem Tom Walkinshaw das Team übernommen und Kimball durch Ross Brawn ersetzt worden war, ging er zurück in die USA, wo er eine eigene Beratungsfirma gründete.